# 안제이 삽코프스키

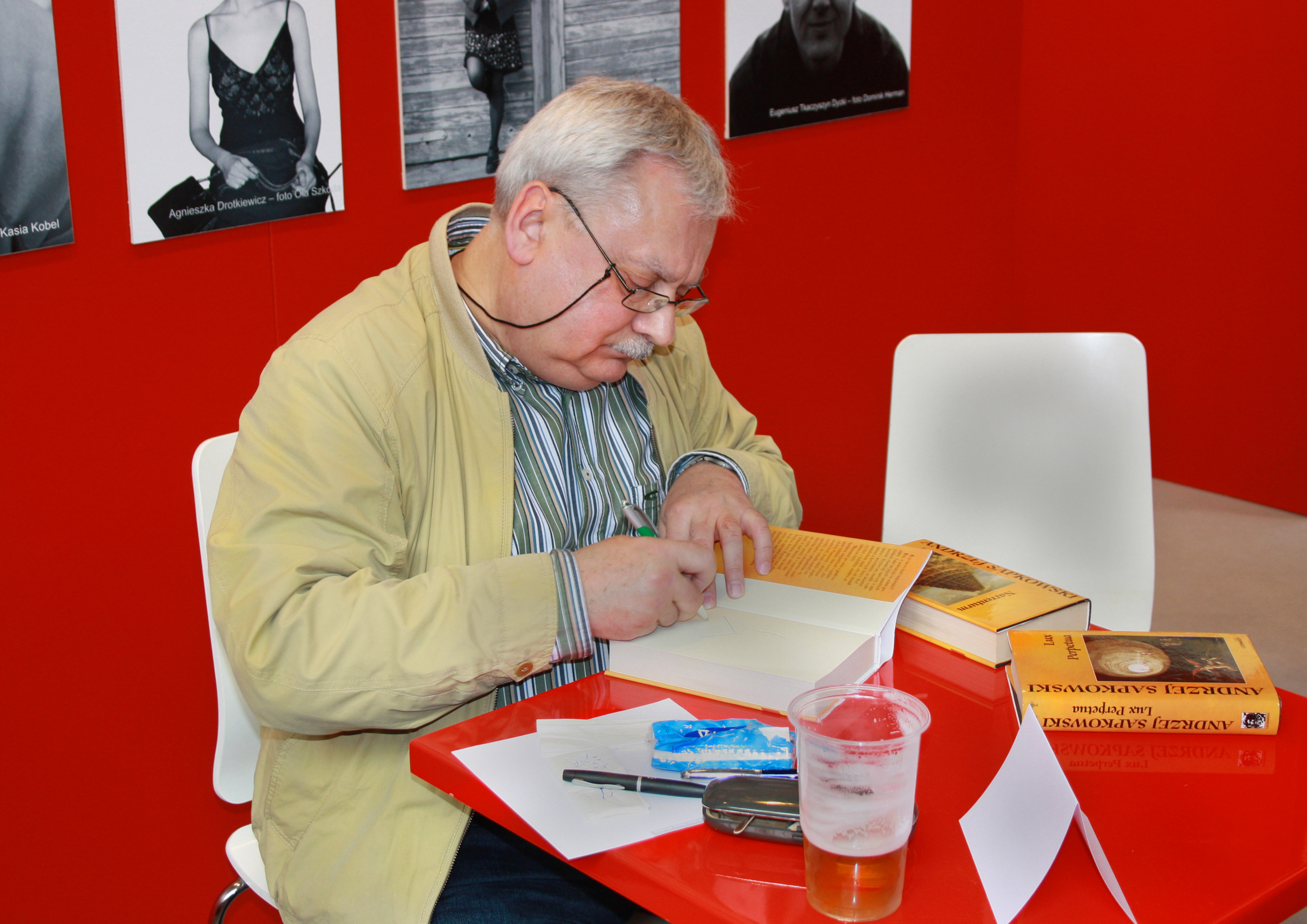
안제이 삽코프스키

안제이 삽코프스키(폴란드어: Andrzej Sapkowski, 1948년 6월 21일 ~ )는 폴란드의 판타지 소설가이다. 《위처 시리즈》로 잘 알려져 있다. 2012년 폴란드 글로리아 아르티스 문화 훈장을 수여받았다.

## 같이 보기
- 폴란드 문학
- 스타니스와프 렘